# 亨茨維爾都會區
亨茨維爾都會區（英語：Huntsville metropolitan area）是位於阿拉巴馬州北部邊境的一個都會區，主要城市為亨茨維爾市，都會區由兩個縣組成：萊姆斯通縣和麥迪遜縣，2018年，亨茨維爾都會區中的人口估計為455,458人。

## 範圍劃定
- 萊姆斯通縣
- 麥迪遜縣

## 城市
除了亨茨維爾市以外，大都會地區還包括以下城市： 
- 阿德莫爾
- 阿森斯
- 布朗斯博羅
- 埃爾克蒙特
- 格利
- 哈維斯特
- 綠榛子
- 麥迪遜
- 梅瑞迪安維爾
- 蒙羅維亞
- 摩爾斯米爾
- 新希望
- 紐馬爾凱特
- 歐文十字路口
- 雷德斯通阿森納
- 托尼
- 特里亞納

## 交通運輸
- 65號州際公路
- 565號州際公路
- 72號美國國道
- 231號美國國道
- 431號美國國道